# Blaye
Blaye  egy francia település Gironde megyében az Aquitania régióban. Lakosainak száma 5017 fő (2022. január 1.).

## Adminisztráció
Polgármesterek:
- 1945–1953 Georges Milh
- 1953–1965 Bernard Delord
- 1965–1989 Gérard Grasilier
- 1989–2008 Bernard Madrelle
- 2008–2020 Denis Baldès

## Demográfia
| Lakosok száma | 4355 | 4559 | 4286 | 4687 | 4730 | 4813 | 4835 | 4838 | 4897 | 5017 |
|               | 1968 | 1982 | 1990 | 2006 | 2013 | 2015 | 2017 | 2019 | 2020 | 2022 |

## Testvérvárosok
- Németország Zülpich 1971-től
- Spanyolország Tarrega 1980-tól
- Románia Macin 1992-től